# Freddy Koch
Freddy Koch (21. marts 1916 i København – 10. august 1980) var en dansk skuespiller.
Uddannet fra Det kongelige Teaters Elevskole og senere engageret ved diverse privatteatre.
Han var i mange år tilknyttet Folketeatret, hvor han også arbejdede som sceneinstruktør.
Fra 1971 var han rektor ved Aarhus Teaterskole og sidenhen på Aalborg Teater.

## Udvalgt filmografi
- De røde enge – 1945
- Familien Schmidt – 1951
- Den gamle mølle på Mols – 1953
- Gøngehøvdingen – 1961
- En ven i bolignøden – 1965
- Slå først, Frede! - 1965
- Slap af, Frede – 1966
- Ballade på Christianshavn - 1971
- Olsen-bandens sidste bedrifter - 1974
- Olsenbandens siste bedrifter - 1975
- Olsen-banden ser rødt – 1976